# زاکار یولیان
زاکار یولیان (ارمنی: Զաքար Յոլյան؛ زادهٔ ۱۷ ژوئن ۱۸۸۲ - درگذشته ۴ آوریل ۱۹۷۰) یک سیاستمدار، اقتصاددان  اهل ارمنستان بود که از تاریخ ۴ ژوئن ۱۹۱۹ تا تاریخ ۲ دسامبر ۱۹۲۰ نماینده دوره دوم مجلس ملی نخستین جمهوری ارمنستان را برعهده داشت.

## زندگی‌نامه
در ۳۰ ژوئن [سبک قدیمی: ۱۷ ژوئن] ۱۸۸۲ در گوریس به دنیا آمد و از مدرسه رئال شوشی فارغ‌التحصیل شد.  وی در ۴ آوریل ۱۹۷۰ در سن ۸۷ سالگی در تهران درگذشت و در همانجا نیز به خاک سپرده شد.